# 동 (성씨)
동(董)씨는 중국과 한국의 성씨이다. 2015년 대한민국 통계청에서 인구 5,462명으로 조사되었다.

## 기원
동씨는 전한 시대 동중서(董仲舒)를 시조로 시작되었다고 한다. 중국 하북성 사람으로 유교 기반을 수립하는데 큰 공을 세웠다.

## 광천 동씨
한국의 동씨는 광천 동씨(廣川 董氏)가 대종을 이루고 있다.
광천(廣川)은 중국 북부지방의 하북성(河北省) 조강현(棗强縣)에 속한 지명으로 지금의 베이징 근처이며, 중국의 중요 산업지대로 유명하다. 동씨의 본관은 광천을 비롯하여 광주, 경주, 설성, 수원, 안동, 영천, 영해, 원주, 전주, 청주, 청하, 청해, 충주, 풍천, 하동, 황주 등이 있다.
한국의 동씨는 동중서의 43세손 동승선(董承宣)을 시조로 하고 있다. 그는 고려 말에 명나라 접위사(接慰使)로 고려에 들어와 조선 개국에 공을 세워 영천군(榮川君)에 봉해지면서 영천(榮川：영주)에 정착하였다가 벼슬에서 물러나 함경도 북청에 뿌리내리게 되었다. 처음에는 영천(영주)를 관향으로 쓰게 되었으나, 함경북도 명천군에 살던 후손들이 원주(原州)로 칭관하는 등 관향을 달리하다가 정유재란 때 명나라 제독으로 조선에 온 동일원(董一元)의 소장문서를 근거로 하여 시조 출생지인 중국 광천을 본관으로 삼게 되었다고 한다.
또 다른 계파는 동승선의 아우인 동인선(董印宣)으로 아버지 친구인 서달(徐達)의 천거로 조선 태조 때 지휘사가 되어 전공을 세워 이부상서(吏部尙書)에 올랐다. 그의 8세손으로 명나라 장군으로 정유재란 때 조선에 온 동일원(董一元)의 차남 동대순(董大順)이 계보를 잇고 있다.
이 두 계파는 1924년 갑자보(甲子譜)를 계기로 결합, 본관을 광천으로 하게 되었고, 광천동씨는 동중서를 시조로 하고 동승선과 동인선을 각각 1세조로 하고 있다.
동승선의 손자 동덕란(董德蘭)은 공조시랑을, 현손 동보하(董寶夏)와 동상하(董尙夏)는 공조전서를 역임하였으며, 동인선의 현손 동학정(董學政)은 태자태보에 올랐다.
동일원(董一元)의 손자 동한필(董漢弼)은 조선 인조 때 병자호란으로 청나라와의 굴욕적인 화의가 성립되자 분개하며 벼슬을 버리고 지리산에 은거한 후 누차에 걸친 조정의 부름에도 불응하며 자손들이 벼슬길에 나가지 말도록 유언했다고 한다.
함경남도 북청군 일대에 집성촌이 있다. 그리고 경기도 양주시에도 집성촌이 있다.

## 인물
- 동덕모(董德模. 1925 ~ 1997) : 前 서울대학교 법대 교수
- 동홍욱(董弘旭, 1928 ~ 2011) : 제3대 국토통일원 차관
- 동훈(董勳, 1934 ~ 2018) : 제4대 국토통일원 차관
- 동헌종(董憲鍾, 1958 ~ ) : 의사. 성균관대학교 의과대학 교수.
- 동영배 : 가수 빅뱅 태양
- 동영일: 북한 최고인민회의 대의원
- 동은상(1966 ~ ) : 의사. 고려대학교 의과대학 교수
- 동우주(1969 ~ ) : 셰프.
- 동현지(B.C 199 ~ ) : 희극인.
- 동두천(B.C 199 ~ ) : 영웅
- 동효희 (1970 ~ ) : 영화배우.
- 동훈: 북한 최고인민회의 대의원
- 동정민 (1980 ~ ) : 방송기자,앵커 채널A 부장

## 같이 보기
- 董姓
- 童姓